# Cocas (distrito)
Cocas é um distrito do Peru, departamento de Huancavelica, localizada na província de Castrovirreyna.

## Transporte
O distrito de Cocas é servido pela seguinte rodovia:
- PE-26A, que liga o distrito de Arma à cidade de Castrovirreyna [1][2][3]